# Marco Minnemann
Marco Minnemann (Hanôver, 24 de dezembro de 1970) é um baterista e multi-instrumentalista alemão, conhecido por seu trabalho com a banda The Aristocrats e com Joe Satriani.
Seu livro "Extreme Interdependence: Drumming Beyond Independence" foi eleito o melhor livro educacional em várias revistas especializadas em bateria. 5 anos mais tarde, lançou outro premiado livro, intitulado  “Maximum Minnemann”, que foi eleito um dos top5 livros educacionais do ano

## Carreira
Marco tem diversas gravações solo e, inúmeras obras como sideman e produtor, trabalhando com Paul Gilbert, Mike Keneally, a cantora Nina Hagen, Udo Lindenberg, H-Blockx, Gianna Nannini, Garry Willis, The Family Kelly e muitos outros.
Em abril de 2007 juntou-se à banda de metal alemão Necrophagist, e em outubro foi anunciado como membro da nova banda UKZ com Eddie Jobson (ex-Zappa), Trey Gunn (ex-King Crimson) e Alex Machacek (guitarrista virtuoso).
Em 2009 participou dam turnê mundial da banda de Thrash Metal Kreator.
Em 2011, participou das audições do Dream Theater, que procurava um baterista substituto a Mike Portnoy, ficando com o segundo lugar (atrás apenas de Mike Mangini).
Participou da turnê 2011-12 de Steven Wilson, e gravou o álbum "The Raven".
Seus mais recentes trabalhos incluem gravações com a banda "The Aristocrats", além de participar como baterista de apoio na "Unstoppable Momentum" tour 2013, do guitarrista Joe Satriani. Pelo seu excelente trabalho, Satriani o convidou para participar da gravação de seu álbum Shockwave Supernova, lançado em 2015.

## Livros (percussão e bateria)
- Ultimate Play Along Drum Trax.
- Extreme Interdependence: Drumming Beyond Independence (acompanha um Cd de Áudio) –  Nov 2001
- Maximum Minnemann  2006

## Discografia

### Solo
- Symbolic Fox
- Evil Smiles of Beauty/Sound of Crime
- Catspoon
- Contraire de la Chanson
- House Wife Dog Pt. 1 & 2 (Limited 2 CD Set)
- Normalizer 2 (The Drum Solo)
- A Mouth Of God
- Orchids
- Broken Orange
- The Green Mindbomb
- Mieze
- House Wife Dog and 2 Kids pt.2
- House Wife Dog and 2 Kids pt.1
- Comfortably Homeless

### ComSteven Wilson
- 2012 - Catalogue/Preserve/Amass (Live Album, CD)
- 2012 - Get All You Deserve (Live Album, BluRay, DVD, CD)
- 2013 - The Raven That Refused To Sing
- 2014 - Drive Home (EP, BluRay, DVD, CD)
- 2015 - Hand. Cannot. Erase.
- 2016 - 4½ (mini-album, drums track 3)

### Com a BandaThe Aristocrats
- Culture Clash
- Boing, We’ll Do It Live (DVD)
- The Aristocrats

### Com a bandaIllegal Aliens
- 1996 - Thickness
- 1997 - Red Alibis
- 1998 - Time
- 1998 - The Green Mindbomb
- 1999 - Comfortably Homeless
- 2000 - International Telephone

### Com "Levin Minnemann Rudess"
- 2013 - Levin Minnemann Rudess
- 2016 - Levin Minnemann Rudess - From the Law Offices

### ComJoe Satriani
- 2015 - Shockwave Supernova

### ComThe Sea Within
- 2018 - The Sea Within

### Participação Especial em Outros Trabalhos/Singles
- FFW - "Senseless Wonder" - 1992
- FFW - "Mao Mak Maa" feat. Nina Hagen - 1993
- FFW - "Culture Shock" - 1995
- H-Blockx - "Fly Eyes" - 1996
- FFW - "Hula" - 1997
- Keilerkopf - "Keilerkopf" - 1998
- Paul Gilbert - "Burning Organ" - 2000
- Wolfgang Schmid "Special Kick"- 2001
- Wolfgang Schmid "a swift kick" - 2002
- Paddy Kelly - 2002
- Nena - "feat. Nena" - 2003
- Paul Gilbert - "Spaceship One" - 2004
- Paul Gilbert - "Spaceship One Live" DVD - 2005
- Mario Brinkmann - "Engineer" - 2007
- Illogicist - "The insight eye" - 2007
- Necrophagist - DVD Summer Slaughter tour live -2008
- Ephel Duath - "Through My Dog's Eyes"- 2008
- Mike Keneally - "Scambot" - 2009
- UKZ - "Radiation" - EP - 2009
- Dr. Zoltan Øbelisk – Why I Am So Wise, Why I Am So Clever, And Why I Write Such Good Songs - 2009
- Tony MacAlpine - 2011
- Musical Mind Meld (w Jordan Rudess and Daniel Jakubovic)
- The Aristocrats "The Aristocrats" (2011)
- Paul Cusick - "P'dice" - 2011
- Forward Shapes - "Legacy" - 2012
- U.K. Live (with Eddie Jobson, John Wetton), DVD, 2CD - 2012
- Sylencer – "A Lethal Dose of Truth" - 2012 - (Guest Drummer on "Wired in the Blood")
- The Aristocrats – "BOING! We'll do it Live" - 2012
- Steven Wilson – The Raven That Refused To Sing (and other stories) - 2013
- Aaron Ruimy/Marco Minnemann – "A Few Minor Modifications" - 2013
- Matte Henderson with Marco Minnemann - "The Veneer Of Logic" - 2013
- Ephal Duath - Hemmed by light, shaped by darkness - 2013
- Mike Keneally - You must be this tall - 2013
- Steven Wilson - Drive Home, Blu-ray/DVD - 2013
- Nathan Frost - synecron - 2013
- The Hushdown - Radio - 2014

### Videografia
- DVD: Marco Minnemann: Live in L.A. – 2007
- DVD: Extreme Drumming - 2003
- DVD: The Marco Show - 2006

## Prêmios e Indicações
- Telly Award - pelo DVD "Extreme Interdependence: Drumming Beyond Independence"[3]